# 손지나
손지나(1971년 7월 10일 ~ )는 대한민국의 배우이다. 1996년 연극배우로 데뷔하였으며 한동안 예명인 윤다경으로 활동했으나 2022년부터 본명으로 회귀했다.

## 학력
- 영훈초등학교 졸업
- 창문여자중학교 졸업
- 풍문여자고등학교 졸업
- 이화여자대학교 독어독문학 학사
- 성균관대학교 대학원 공연예술학 석사

## 출연작

### 영화
- 《액체들》 (1999년)
- 《밀애》 (2002년) - 은연 역
- 《범죄의 재구성》 (2004년) - 조경란 역
- 《연애》 (2005년) - 성모 역
- 《어느날 갑자기 세 번째 이야기 - D-day》 (2006년) - 사감 역
- 《유감스러운 도시》 (2009년) - 포주 역
- 《백야행 - 하얀 어둠 속을 걷다》 (2009년) - 미연 역
- 《꿈은 이루어진다》 (2010년) - 여부사관 역
- 《초능력자》 (2010년) - 효숙 역
- 《링크》 (2011년) - 수정 모 역
- 《사물의 비밀》 (2011년) - 횟집녀 역
- 《구두의 주인을 찾습니다》 (2011년) - 슈퍼아줌마 역
- 《진통제》 (2011년) - 명숙 역
- 《터치》 (2012년) - 은아 역
- 《콩가네》 (2013년) - 오정숙 역
- 《인간중독》 (2014년) - 가흔 모 역
- 《레드카펫》 (2014년) - 오 대표 역
- 《다우더》 (2014년) - 정희 역
- 《인 허 플레이스》 (2014년)
- 《특종: 량첸살인기》 (2015년) - 고 관장 역
- 《그놈이다》 (2015년) - 차선 역
- 《나를 잊지 말아요》 (2016년) - 서 팀장 역
- 《사랑하기 때문에》 (2017년) - 말희 모 역
- 《은하》 (2017년) - 최사장부인 역
- 《해빙》 (2017년) - 지숙 역
- 《착한 사람은 거짓말하지 않는다》 (2018년, 단편 영화)
- 《싱글 인 서울》 (2023년) - 경선 역
- 《하우치》 (2024년) - 경화 역

### 드라마
- 《러브 어게인》 (JTBC, 2012년) - 남시영 역
- 《미미》 (Mnet, 2014년) - 민우 엄마 역
- 《KBS 드라마 스페셜 - 곡비》 (KBS2, 2014년) - 오씨 역
- 《아이언 맨》 (KBS2, 2014년) - 연미정 역
- 《아이가 다섯》 (KBS2, 2016년)
- 《베이비시터》 (KBS2, 2016년)
- 《굿 와이프》 (tvN, 2016년) - 김동현의 어머니 역
- 《쓸쓸하고 찬란하神 - 도깨비》 (tvN, 2016년)
- 《학교 2017》 (KBS2, 2017년) - 나영옥 역
- 《KBS 드라마 스페셜 - 우리가 계절이라면》 (KBS2, 2017년)
- 《숨바꼭질》 (MBC, 2018년) - 김실장 / 김선혜 역
- 《악마판사》 (tvN, 2021년)
- 《고스트 닥터》 (tvN, 2022년) - 성미란 역
- 《더 글로리》 (Netflix, 2022년) - 연진의 어머니 역
- 《끝내주는 해결사》 (JTBC, 2024년) - 김영아 역
- 《피라미드 게임》 (TVING, 2024년) - 임순애 역
- 《굿파트너》 (SBS, 2024년) - 박애연 역
- 《보물섬》 (SBS, 2025년) - 피마담(피정희) 역

### 연극
- 2002년 《백설공주를 사랑한 난장이》
- 2003년 《19 그리고 80》
- 2005년 《겟팅 아웃》
- 2005년 《말괄량이 길들이기》
- 2007년 《다우트》
- 2009년 《산소》
- 2009년 《무궁화 꽃이 피었습니다》
- 2009년 《거리의 사자》
- 2010년 《내 심장을 쏴라》
- 2010년 《루시드 드림》
- 2015년 《인코그니토》

### 뮤지컬
- 1993년 《집시 남작》 ... 자피 역

## 수상 및 후보
| 연도 | 시상식              | 부문                      | 작품     | 결과 |
| ---- | ------------------- | ------------------------- | -------- | ---- |
| 2005 | 서울연극제          | 연기상                    | 빈칸     | 수상 |
| 2014 | 아부다비 국제영화제 | 뉴호라이즈부문 여우주연상 | 빈칸     | 수상 |
| 2018 | MBC 연기대상        | 주말특별기획부문 조연상   | 숨바꼭질 | 후보 |
| 2022 | 제1회 양산영화제    | 최우수 연기상             | 하우치   | 수상 |